# Adonisea volupides
Adonisea volupides är en fjärilsart som beskrevs av Embrik Strand. Adonisea volupides ingår i släktet Adonisea och familjen nattflyn. Inga underarter finns listade i Catalogue of Life.